# Rock Howard
Pour les articles homonymes, voir Howard.
Rock Howard (ロック・ハワード, Rokku Hawādo) est un personnage de jeu vidéo de la série Fatal Fury faisant sa première apparition dans le jeu Fatal Fury 3: Road to the Final Victory, que l'on peut apercevoir durant la cinématique de fin de Terry Bogard. Il apparait pour la première fois en tant que personnage jouable dans le jeu Garou: Mark of the Wolves, le dernier chapitre de la saga, dont il est le personnage principal.
Rock est le fils de Geese Howard, le principal antagoniste de Fatal Fury, tué par Terry Bogard. Cependant, Terry a commencé à prendre soin de Rock tout en lui apprenant à se battre. Rock apparait également dans la série The King of Fighters dans le spin-off The King of Fighters: Maximum Impact, dans le second volet ainsi que dans The King of Fighters XIV en DLC.

## Biographie
Fils de Geese Howard, il possède les mêmes pouvoirs que son père, comme le Reppuken et le Raising Storm qu'il ne maîtrise pas encore. Lorsque Geese est mort en se suicidant contre Terry Bogard, ce dernier l'a pris sous son aile et l'a entraîné, à tel point qu'il rivalise avec Terry et qu'il a pu reproduire le Rising Tickle de Terry. Lors des événements de Garou : Mark Of the Wolves, Rock en apprend un peu plus sur son passé, puisqu'il affronte son oncle Kain R. Heinlein qui n'est autre que le frère de sa mère. Après l'avoir affronté, la séquence de fin nous montre que Rock s'allie avec son oncle pour combattre Terry.
Dans The King of Fighters XV, il est (avec Gato) convoqué par B. Jenet pour participer au tournoi formant l'équipe "Garou".

## Anecdote
Dans le spin-off Capcom VS SNK 2 : Millionaire Fighting, si Geese et Rock s'affrontent dans un combat, on aperçoit Rock essayant de renier son père pour ses mauvaises actions et son pouvoir qu'il ne maîtrise pas totalement.

## Apparitions

### Personnage jouable
- 1999 - Garou: Mark of the Wolves
- 2001 - Capcom vs. SNK 2: Mark of the Millennium 2001
- 2004 - KOF: Maximum Impact
- 2006 - KOF: Maximum Impact 2
- 2006 - Neo Geo Battle Coliseum
- 2016 - The King of Fighters XIV
- 2022 - The King of Fighters XV
- 2025 - Fatal Fury: City of the Wolves

### Caméos
Queques Caméo :
- 1995 - Fatal Fury 3: Road to the Final Victory (fin de Terry Bogard) ;
- 1995 - Real Bout Fatal Fury (fin de Terry Bogard) ;
- 1998 - Real Bout Fatal Fury 2: The Newcomers (fin de Terry Bogard) ;
- 2001 - The King of Fighters 2001 (pose victorieuse de Terry Bogard) ;
- 2002 - The King of Fighters 2002 (pose victorieuse de Terry Bogard) ;
- 2003 - The King of Fighters 2003 (scène d'ouverture et fin de l'équipe Fatal Fury).
- 2019 - Super Smash Bros Ultimate (Dans le décor du terrain stade de King of Fighter)